# Arakül
Arakül est un village d'Azerbaïdjan situé dans le raion de Khojavend. De 1993 à 2020, il était une communauté rurale de la région d'Hadrout, au Haut-Karabagh, sous le nom d'Arakel (en arménien : Առաքել). En 2005, la population s'élevait à 106 habitants.

## Toponymie
Arakel provient de l'arménien classique qui signifie « envoyer ».

## Histoire
Pendant la période soviétique, Arakel faisait partie du district d'Hadrout au sein de l'oblast autonome du Haut-Karabagh.
De 1993 à 2020, la localité était une communauté rurale de la région d'Hadrout, au Haut-Karabagh.
Au cours de la deuxième guerre du Haut-Karabagh, le village passe sous le contrôle des forces azerbaïdjanaises le 9 novembre 2020, ce qui est confirmé par les autorités arméniennes.